# Muzeum Ukraińskich Ikon Domowych

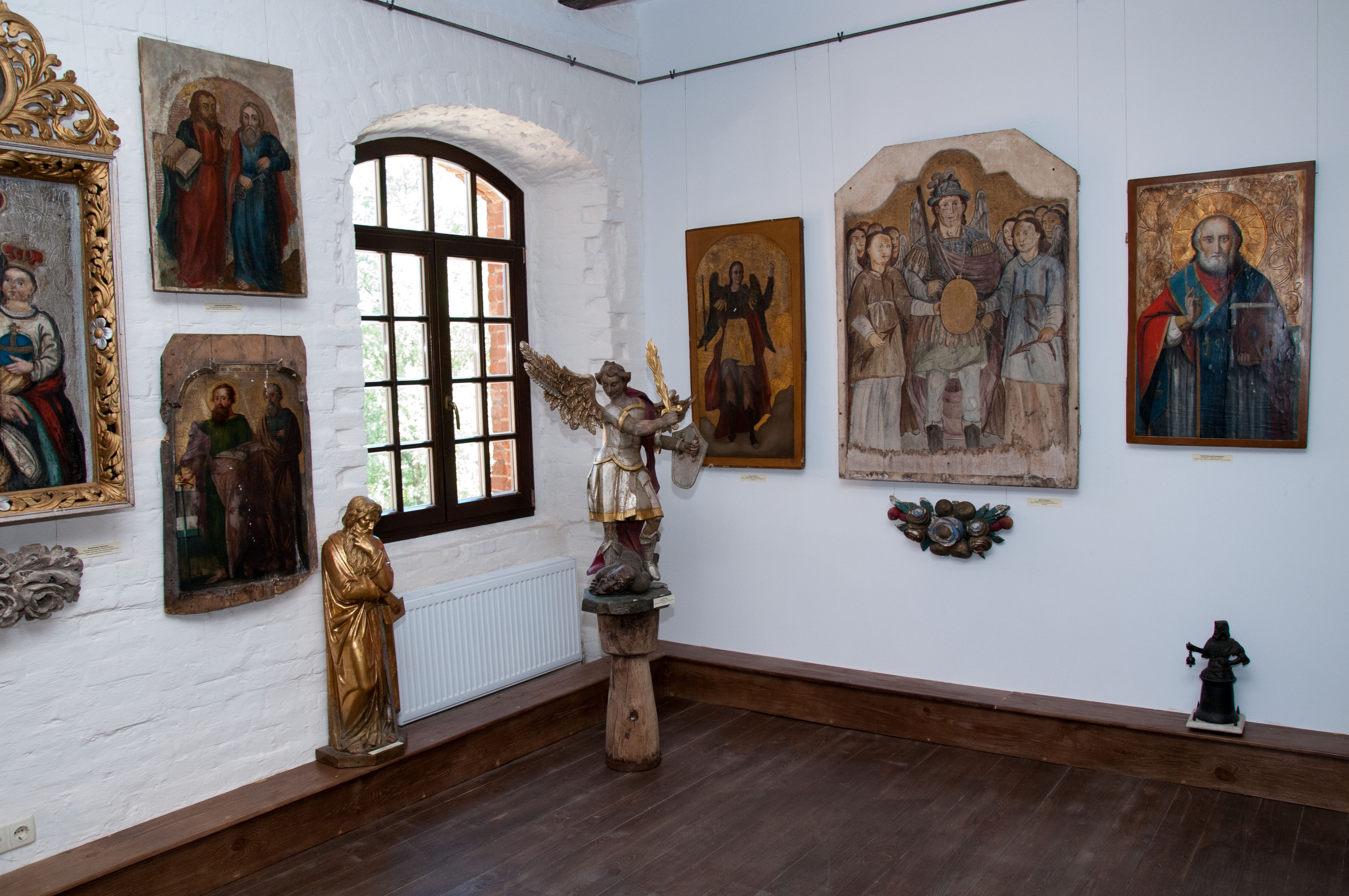
Zamek Radomyśl. Muzeum Ukraińskich Ikon Domowych. Sala Obrzędowa. Fragment ekspozycji

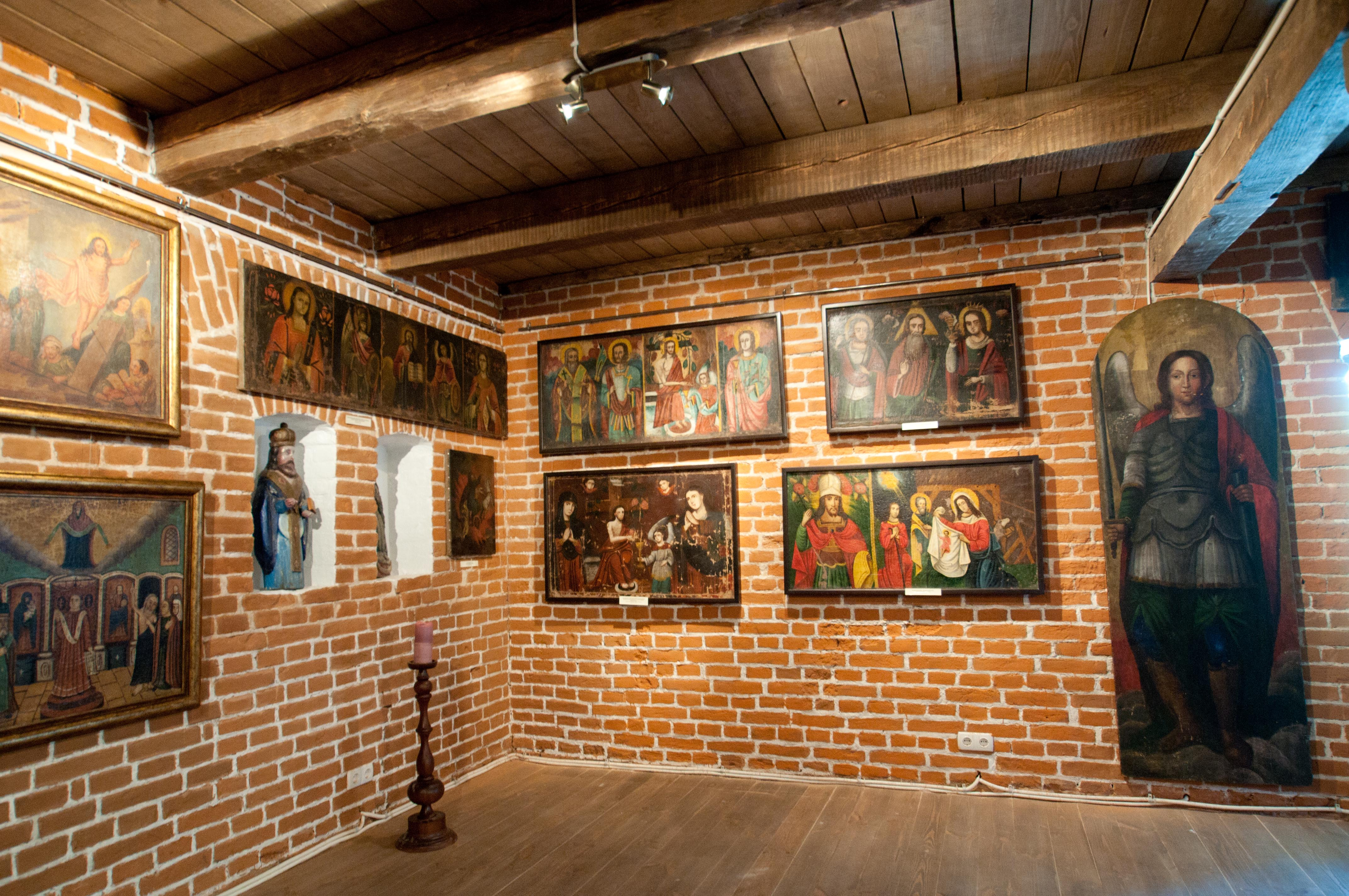
Muzeum Ukraińskich Ikon Domowych. Fragment ekspozycji. Domowe ikonostasy

Muzeum Ukraińskich Ikon Domowych XVI-XX ww. stanowi część Kompleksu Historyczno-Kulturalnego „Zamek Radomyśl”, który znajduje się w miasteczku Radomyśl (Obwód Żytomierski, Ukraina). Zbiór muzeum to prywatna kolekcja ikon zebranych przez znaną ukraińską lekarkę i działaczkę społeczną, dr med. Olhę Bohomołeć w ciągu 16 lat.
Jest to prawdopodobnie pierwsze i jedyne na Ukrainie, a być może na świecie, tego rodzaju muzeum oraz największe muzeum ikon w Europie Wschodniej. Jego zbiory stanowią bodaj największą ekspozycję sztuki ikonograficznej na Ukrainie. Obecnie kolekcja ikon i obrazów muzeum stale się powiększa o dzieła współczesnych twórców profesjonalnych oraz amatorów, będące cennym uzupełnieniem zbiorów. Obejmuje ona blisko 5000 przedmiotów sztuki sakralnej pochodzących z terytorium całej współczesnej Ukrainy.

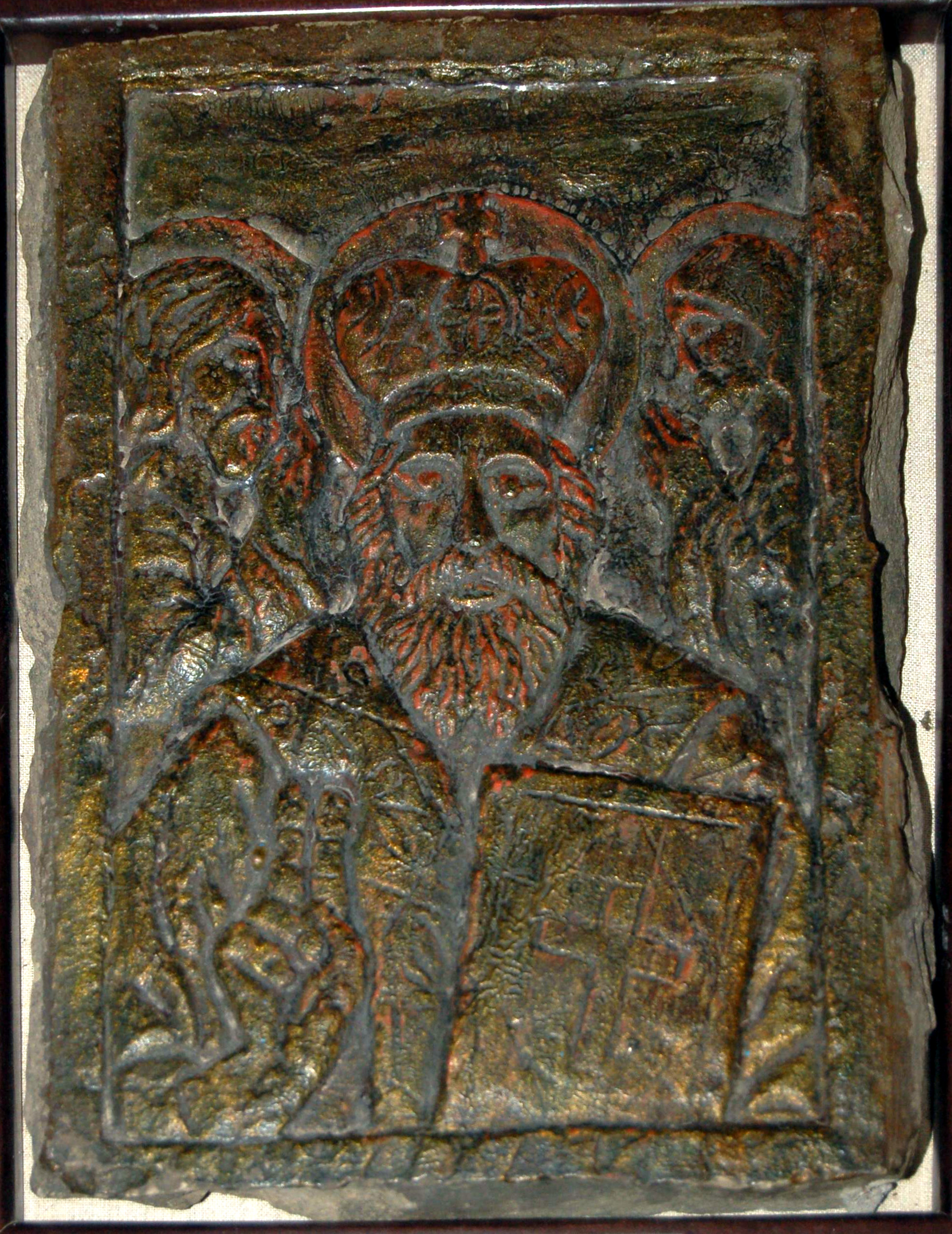
Ikona św. Mikołaja (XII w.). Muzeum Ukraińskich Ikon Domowych.

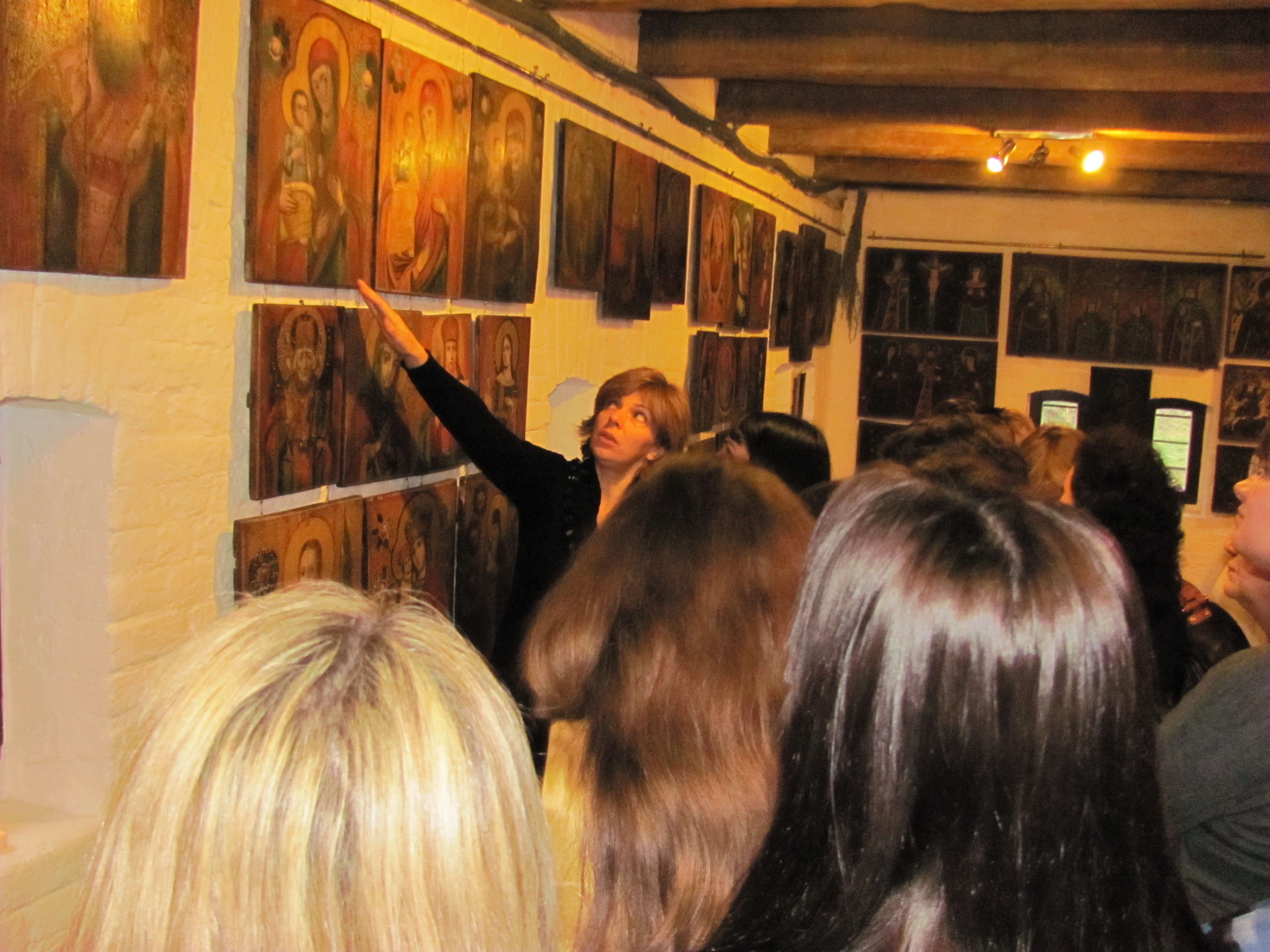
Właścicielka Muzeum Ukraińskiej Ikony Domowej Olha Bohomołeć opowiada gościom o ikonach swej kolekcji

Niektóre ikony zachowały ślady sowieckiego tzw. ateizmu wojującego i polityki kulturalnej dyktatury bolszewickiej względem Kościoła (m.in. ślady ognia, siekier, kul itp.). Szczególne miejsce wśród takich eksponatów zajmuje skrzynia wykonana z ikon.
Unikalną atrakcją Muzeum jest ikona Św. Mikołaja wyrzeźbiona z kamienia w wieku XII. Tradycja takich ikon pochodzi z czasów Cesarstwa Bizantyjskiego. Były one wykorzystywane w nabożeństwach na Rusi do XVI w.
W zbiorach muzealnych w Radomyślu są ikony prawosławne, katolickie i unickie, w tym otaczane czcią przez wiernych tych trzech wyznań (np. ikony Matki Boskiej Częstochowskiej, Berdyczowskiej, Poczajowskiej etc.).
Zbiory Muzeum obejmują również bogatą kolekcję przedmiotów kultury materialnej z XVIII-XIX w., pochodzących z terenów dzisiejszej Ukrainy.